# Douze leviers pour intervenir dans un système
 (mai 2023).
Les douze leviers pour intervenir dans un système ont été proposés par la scientifique et analyste des systèmes américaine Donella Meadows au sujet des limites environnementales à la croissance économique.

## Histoire
C’est en assistant à une réunion de l’Accord de libre-échange nord-américain (ALÉNA) au début des années 1990, lorsqu’elle comprit qu’un nouveau système de très grande taille était en train d’être proposé, mais que les mécanismes présentés pour gérer ce système étaient inefficaces, que lui est venue l’idée des douze leviers. La première publication de ces leviers date de 1997.
Meadows, qui travaillait dans le domaine de l’analyse des systèmes, proposa alors un ensemble de leviers pour intervenir dans un système. Connaitre et manœuvrer ces leviers est un aspect de l’auto-organisation et peut conduire à une intelligence collective.
Ses observations sont souvent citées en économie de l’énergie, en économie verte et en théorie du développement humain.
Elle commença par observer qu’il existe des leviers, des points d’appui au sein d’un système complexe (comme une entreprise, une ville, une économie, un être vivant, un écosystème, une écorégion) grâce auxquels un "petit changement sur un élément peut produire de grands changements dans tout le système" (à comparer avec la notion de contrainte en théorie des contraintes).
Elle affirmait qu’il nous faut connaître ces points d’appui, où ils se situent et comment les utiliser. Elle disait qu’intuitivement, la plupart des gens savent où ces points se trouvent, mais qu’ils ont tendance à les utiliser dans la mauvaise direction. Selon elle, comprendre ces leviers permettrait de résoudre des problèmes mondiaux comme le chômage, la faim, la stagnation économique, la pollution, la déplétion des ressources ou les questions de conservation de la nature.
Meadows commença par constituer une liste de 9 points, qu’elle étendit ensuite à 12 en y incluant explication et exemples, applicables aux systèmes en général.
Elle décrit un système comme étant dans un certain état, contenant des stocks et avec des flux entrants (ce qui alimente le système) et sortants (ce qui est produit par le système). A un instant donné, le système se trouve dans un certain état perçu. Le système peut également avoir l’objectif de se trouver dans un certain état. La différence entre l’état actuel et l’objectif est appelée écart.
« Par exemple, si l’on considère un lac qui contient une certaine quantité d’eau, et avec des flux entrants qui sont l’eau des rivières qui l’alimentent, les précipitations, le ruissellement provenant des sols alentour, et les eaux rejetées par une usine proche. Les flux sortants pourraient être l’eau prélevée pour l’irrigation d’un champ de céréales voisin, l’eau qu’une centrale électrique prélève pour son bon fonctionnement, ainsi que celle utilisée par le camping du coin, l’évaporation de l’eau dans l’atmosphère, et les lâchers d’eau lorsque le lac déborde.
Les habitants de la région se plaignent du niveau d’eau qui baisse, de la pollution de l’eau qui augmente, et des effets possibles de l’eau chaude rejetée dans le lac sur la vie aquatique (en particulier les poissons).
Cette différence entre l’état perçu du système (pollution ou niveau d’eau faible) et l’objectif (un lac non pollué) constitue l’écart du système. »

## Douze leviers pour intervenir dans un système
Les leviers qui suivent sont listés du moins efficace au plus efficace.

### [12] Les constantes, les paramètres, les nombres (comme les subventions, les impôts, les standards)
Les paramètres sont les points d’appui qui offrent le levier le plus faible. Bien que de tous les leviers, ils soient les plus facilement perçus, ils permettent rarement de faire évoluer les comportements et donc ont un effet à long terme limité.
« Par exemple, il peut être difficile de changer les paramètres du climat (la hauteur des précipitations, le rythme d’évapotranspiration, la température de l’eau), mais ce sont ceux auxquels les gens pensent en premier (ils se souviennent que dans leur jeunesse, il pleuvait sans doute plus). Ces paramètres sont effectivement très importants. Mais même si on arrive à les faire évoluer (améliorer le cours de la rivière en amont pour canaliser l’eau qui arrive), cela ne changera que peu le comportement général (le débit ne baisse probablement pas de manière importante). »

### [11] La taille des tampons et autres stocks de stabilisation, comparés à leurs flux associés
La capacité d’un tampon à stabiliser un système est importante lorsque la quantité du stock est beaucoup plus grande que la quantité qui peut potentiellement entrer ou sortir du système.  Dans le cas du lac, le lac lui-même est un tampon : si la quantité qu’il stocke est beaucoup plus grande que ce qui y arrive ou en ressort, alors le système reste stable.
« Par exemple, les habitants s’inquiètent du fait que les poissons vivant dans le lac puissent mourir du fait de l’eau chaude rejetée directement dans le lac sans refroidissement préalable.
Cependant, l’eau du lac possède une grande capacité thermique, qui constitue donc un tampon thermique puissant. Dans la mesure où le relâchement d’eau se fait à une profondeur suffisamment faible, en deçà de la thermocline, et dans la mesure où le volume du lac est assez grand, la capacité de tampon de l’eau peut éviter toute extinction du fait de la température en excès. »
Les tampons peuvent améliorer un système, mais il s’agit souvent d’entités physiques dont la taille est un élément critique et difficile à changer.

### [10] La structure des stocks et flux de matière (comme les réseaux de transport, les pyramides des âges)
La structure d’un système peut avoir un énorme effet sur les opérations réalisées, mais la modifier peut aussi être difficile ou si cher que cela en est prohibitif. Il peut être plus facile de s’occuper de fluctuations, de limitations et de goulots d’étranglement.
« Par exemple, les habitants s’inquiètent du fait que leur lac devienne de plus en plus pollué parce que l’industrie relâche des matières chimiques directement dans l’eau du lac sans les retraiter au préalable. Il est possible que le système ait besoin de détourner les eaux usées vers une usine de retraitement des eaux usées, mais ceci exige de reconstruire le réseau souterrain de canalisations d’eau (ce qui peut s’avérer très coûteux). »

### [9] La durée des retards, comparée au rythme d’évolution du système
Une information reçue trop tôt ou trop tard peut provoquer une sur-réaction ou une sous-réaction, voire des oscillations.
« Par exemple, le conseil municipal étudie la possibilité de construire une usine de retraitement des eaux usées. Cependant, sa construction va demander 5 ans, et elle va fonctionner pendant 30 ans. Le premier retard empêchera de retraiter l’eau pendant les 5 premières années, alors que le second retard rendra la construction d’une usine avec l’exacte bonne capacité impossible. »

### [8] La puissance des boucles de rétroaction négative, comparée aux effets qu’elles essaient de corriger
Une boucle de rétroaction négative ralentit un processus, et tend à promouvoir la stabilité. La boucle maintiendra le stock près de l’objectif, grâce aux paramètres, à la précision et la vitesse de rétroaction de l’information, et la taille des flux correcteurs.
« Par exemple, une manière d’éviter que le lac devienne de plus en plus pollué avec le temps est de mettre en place un impôt supplémentaire sur l’usine dont le montant dépend des concentrations mesurées de ses effluents. Supposons que l’usine doive payer à un fonds de gestion de l’eau, de manière hebdomadaire ou mensuelle, un certain montant qui dépend de la quantité de déchets réellement trouvée dans le lac ; elle recevra dans ce cas un bénéfice direct du fait, non seulement de réduire ses émissions de polluants dans le lac, mais même de les réduire suffisamment jusqu’à atteindre le niveau désiré de réduction de la concentration dans le lac. Se contenter de « produire des dommages moins vite » ne lui est pas profitable – seul l'est le fait d’aider réellement à faire baisser la pollution observée. Si le fait de réduire les émissions, voire de les réduire à néant, ne suffit pas à ce que le lac purge de lui-même les polluants, alors ils seront encore sur le coup lorsqu’il s’agira de nettoyer le lac. Ceci s’apparente au système du « Superfund » aux États-Unis, en suivant le très largement accepté « principe pollueur-payeur ». »

### [7] Canaliser les boucles de rétroaction positives
Une boucle de rétroaction positive accélère un processus. Meadows indique que dans la plupart des cas, il est préférable de ralentir une boucle de rétroaction positive, plutôt que d’accélérer une boucle de rétroaction négative.
« L’eutrophisation d’un lac est typique d’une boucle de rétroaction qui s’emballe. Dans un lac eutrophique (ce qui signifie qu’il est bien nourri), beaucoup de vie peut se développer (y compris des poissons).
Une augmentation des nutriments va conduire à une productivité accrue, d’abord une croissance du phytoplancton, consommant le plus de nutriments possibles, suivie d’une croissance du zooplancton, s’en nourrissant, puis une augmentation des populations de poisson. Plus les nutriments sont disponibles en grande quantité, plus la productivité augmente. Et lorsque le plancton meurt, il tombe au fond du lac, et sa matière est dégradé par des organismes décomposeurs.
Cependant, cette dégradation consomme l’oxygène disponible, et en présence de grandes quantités de matière organique à dégrader, le milieu devient progressivement anoxique (il n’y a plus d’oxygène disponible). Toute la vie dépendant de l’oxygène finit par mourir, et le lac devient un lieu anoxique et malodorant dans lequel plus aucune vie ne peut prendre place (en particulier les poissons). »

### [6] La structure des flux d’information (qui a accès ou n’a pas accès à quelles informations)
Les flux d’information ne sont ni un paramètre, ni une boucle accélératrice ou ralentissante, mais une boucle qui fournit de nouvelles informations. Il est moins coûteux et plus facile de modifier les flux d’information du système que de modifier sa structure.
« Par exemple, un rapport public mensuel des niveaux de pollution de l’eau, en particulier au voisinage du site des rejets industriels, pourrait avoir un grand effet sur l’opinion des gens au sujet de l’industrie, et conduire à des changements du niveau de pollutions des eaux usées. »

### [5] Les règles du système (comme les incitations, les sanctions, les contraintes)
Il faut faire attention aux règles et à ceux qui les élaborent.
« Par exemple, renforcer la loi relative aux limites d’émissions de produits chimiques dans l’environnement, ou à l’augmentation de la taxe sur la pollution de l’eau pour un certain polluant, aura un effet très fort sur la qualité de l’eau du lac. »

### [4] Le pouvoir d’ajouter, de modifier, de faire évoluer ou d’auto-organiser la structure du système
L’auto-organisation décrit la capacité d’un système à se modifier lui-même en créant de nouvelles structures, en ajoutant de nouvelles boucles de rétroaction positive ou négative, en faisant la promotion de nouveaux flux d’information, ou en instituant de nouvelles règles.
« Par exemple, les microorganismes ont la capacité, non seulement de s’adapter à leur nouvel environnement pollué, mais aussi de subir une évolution qui les rend capables de biodégrader ou de bioaccumuler les polluants chimiques. Cette capacité d’une partie du système à participer de lui-même à sa propre éco-évolution est un levier d’évolution majeur. »

### [3] L’objectif du système
Faire évoluer les objectifs du système modifie chaque élément ci-dessus : paramètres, boucles de rétroaction, information et auto-organisation.
« Une décision du conseil municipal pourrait être de modifier l’objectif du lac en en faisant non plus un aménagement libre d’accès pour l’usage public et privé, mais un aménagement plus orienté écotourisme ou une zone de conservation. Un tel changement d’objectif aura un effet sur plusieurs des leviers précédents : informer de la qualité des eaux deviendra une obligation et tout rejet illégal de polluant sera sanctionné. »

### [2] La mentalité ou le paradigme dont est issu le système – ses buts, sa structure, ses règles, ses retards, ses paramètres
Un paradigme de société est une idée, une hypothèse implicite communément admise, ou un système de pensée sur lesquels reposent des structures sociales complexes. Les paradigmes sont très difficiles à faire évoluer, mais il n’existe aucune limite à l’évolution des paradigmes. Meadows indique qu’en théorie, il est possible de faire évoluer les paradigmes en montrant clairement aux gens à l’esprit ouvert les anomalies et les échecs des paradigmes en vigueur, et ce de manière répétée et cohérente.
« L'un des paradigmes actuels est le suivant : « La nature est un stock de ressources à transformer pour les besoins des hommes ». Qu’arriverait-il au lac si cette représentation collective évoluait ? »

### [1] Le pouvoir de transcender les paradigmes
Transcender les paradigmes peut aller plus loin que simplement remettre en cause les hypothèses fondamentales, en faisant évoluer les valeurs et les priorités qui ont conduit à ces hypothèses, et en permettant de choisir à loisir les ensembles de valeurs.
« Nombreux sont ceux qui aujourd’hui voient la Nature comme un stock de ressources à transformer pour les besoins des hommes. De nombreux Indiens d’Amérique voient la Nature comme un dieu vivant, qu’il faut aimer, vénérer, et avec laquelle il faut vivre. Ces conceptions sont incompatibles l’une avec l’autre, mais il est possible qu’un troisième point de vue puisse les inclure toutes les deux avec d’autres. »